# Pierre Borel

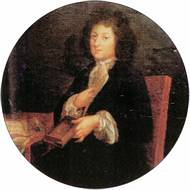
Portret van Pierre Borel door Jacques Pauthe

Pierre Borel (Petrus Borellius) (ca. 1620 – 1671) was een Franse wetenschapper, scheikundige (en naar zeggen ook een alchemist), arts en plantkundige. Hij hield zich bezig met zeer uiteenlopende onderwerpen. Zijn biografen hebben de neiging om het te betreuren dat hij zijn aandacht over zoveel terreinen uitspreidde.

## Leven
Borel werd geboren in Castres.  Hij werd doctor in de geneeskunde in Montpellier in 1640. In 1654 werd hij lijfarts van de koning van Frankrijk, Lodewijk XIV.
In 1663 trouwde hij met Esther de Bonnafous. In 167?4 werd hij lid van de Académie française.  Hij overleed in Parijs.

## Werken
- Les antiquités de Castres, 1649
- Bibliotheca chimica, 1654
- Trésor de recherches et d'antiquités gauloises et françaises, 1655
- Historiarium et observationum medico-physicarum centuria IV, 1653, 1656
- De vero telescopii inventore, 1655.